# António de Vilas-Boas e Sampaio
António de Villas Boas e Sampayo (Fareja, 29 de Agosto de 1629 — Barcelos, 26 de Novembro de 1701) foi um poeta, genealogista e historiador português que se notabilizou pela sua obra Nobiliarchia Portugueza, um tratado sobre a nobreza hereditária e política de Portugal, considerado o melhor estudo nobiliárquico português. Inserido no humanismo tardio português, foi um autor erudito, formado em Direito pela Universidade de Coimbra, e um cultor do rigor histórico na pesquisa genealógica.

## Biografia
António de Vilas Boas e Sampaio foi filho de Diogo Vilas Boas Caminha, senhor do solar de Vilas Boas, no termo de Barcelos, o qual casara com D. Ana de Carvalho Sampaio na freguesia de Fareja, em 14 de Novembro de 1627. Estudou preparatórios de humanidades no Porto, ingressando na Universidade de Coimbra, onde se formou em Direito.
Ingressou na magistratura e foi juiz de fora em Vila do Conde e Viseu, corregedor em Moncorvo e provedor em Coimbra. Terminou a sua carreira como juiz desembargador do Tribunal da Relação do Porto.
Para além da sua obra mais conhecida, o tratado genealógico Nobiliarchia Portugueza, publicou em 1678, sob o pseudónimo de João Martins, o Auto da Lavradora de Airó, um volume de poesia escrito para celebrar o monte de Airó, vizinho de uma sua quinta. A obra foi reimpressa em Coimbra, no ano de 1841, em conjunto com o poema Saudades do Tejo e de Lisboa. Também escreveu novelas em verso e prosa, em espanhol, num manuscrito a que chamou El Brazil de Cupido, ainda inédito.

## Obras publicadas
Entre outras obras, é autor das seguintes:
- Nobiliarchia Portugueza, Tratado da Nobreza Hereditaria, e Politica, 1676 (com múltiplas reedições; republicada com correcção na Officina Ferreyriana, Lisboa Occidental, 1727);
- Auto da Lavradora de Ayró (poesia), 1678, com reedição póstuma, Coimbra, 1841.
- Saudades do Tejo e de Lisboa, com reedição póstuma, Coimbra, 1841.